# شرلی بوسکت
شرلی بوسکت (فرانسوی: Shirley Bousquet‎؛ زادهٔ ۵ مارس ۱۹۷۶) هنرپیشه اهل فرانسه است. وی از سال ۱۹۹۶ میلادی تاکنون مشغول فعالیت بوده‌است.
از فیلم‌ها یا برنامه‌های تلویزیونی که وی در آنها نقش داشته‌است می‌توان به تاکسی ۲ و عمر مرا کشت اشاره کرد.